# Paraguay aux Jeux olympiques d'été de 2004
Le Paraguay participe aux Jeux olympiques d'été de 2004 à Athènes. Il s'agit de leur 9e participation à des Jeux d'été.
La délégation paraguayenne, composée de 33 athlètes, termine soixante-cinquième du classement par nations avec 1 médaille (1 en argent).